# Herb gminy Krościenko nad Dunajcem
Herb gminy Krościenko nad Dunajem – jeden z symboli Krościenka nad Dunajcem i gminy Krościenko nad Dunajcem w postaci herbu.

## Wygląd i symbolika
Herb przedstawia w polu błękitnym baranka wielkanocnego, skierowanego w lewo, z głową odchyloną w prawo. Baranek podtrzymuje czerwoną chorągiew prawą przednią nogą i głową. Tarczę herbową otacza czerwona szata (płaszcz), której górnym zwieńczeniem jest otwarta, złota korona symbolizująca fakt, że Krościenko było królewskim miastem. Kwiatony korony zwieńczone są na przemian krzyżykami i kulkami. Tarcza okryta płaszczem umieszczona jest na medalionie barwy pomarańczowej, na którym znajduje się napis „HERB KRÓLEWSKIEGO MIASTA KROŚCIENKO N.D.”

## Historia
Krościenko nad Dunajcem otrzymało prawa miejskie od króla Kazimierza Wielkiego w czerwcu 1348 roku, w dniu zesłania Ducha Świętego. Trzy tygodnie później, w oktawę św. Jana prawa miejskie otrzymała Piwniczna. W herbach obu miast umieszczono baranka z chorągiewką (w herbie Piwnicznej baranek skierowany jest w lewo). Biały baranek z chorągiewką symbolizuje Jana Chrzciciela, który ochrzciwszy Chrystusa powiedział: „Oto Baranek Boży, który gładzi grzech świata”. Tę scenę przedstawia najstarsza pieczęć tutejszej parafii.
Herb z barankiem był symbolem Krościenka przez ostatnie kilkaset lat, z wyjątkiem okresu 1973–1982, gdy Krościenko po połączeniu z sąsiednią Szczawnicą stanowiło miasto Szczawnica-Krościenko. 2 listopada 1982 roku herb Królewskiego Miasta Krościenka ponownie ozdobił krościeński ratusz.
Tekst w herbie jest mylący, ponieważ Krościenko nad Dunajcem było miastem do 1932 roku, kiedy utraciło prawa miejskie na skutek spadku liczby ludności. Ponadto w obecnym stanie prawnym herb ten jest symbolem gminy, a nie miejscowości.